# Sari

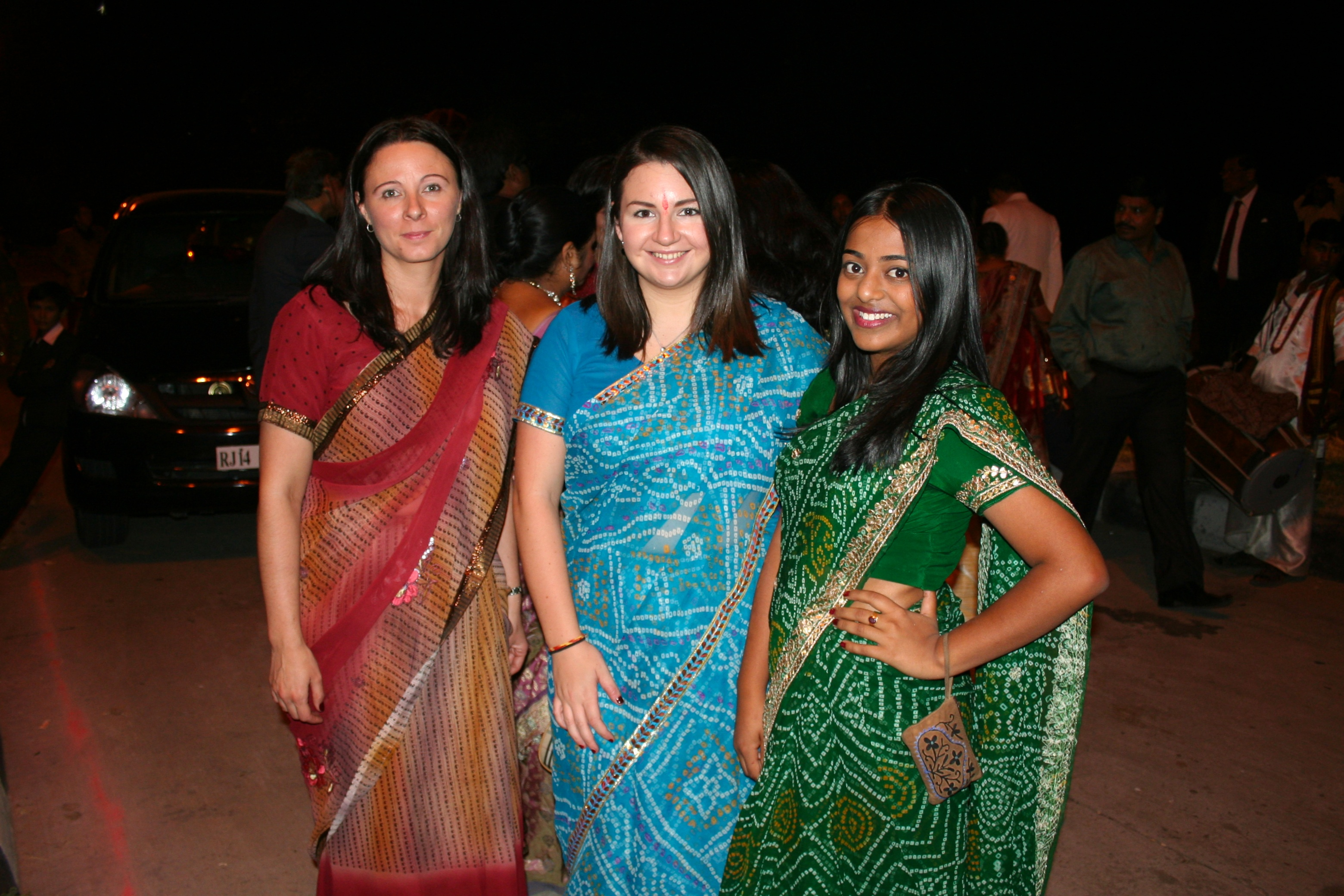
Jóvenes hindúes vestidas con saris.

El sari (del hindi साड़ी sāṛī) es el vestido tradicional de las mujeres del subcontinente indio. Toma diversos nombres en los diferentes idiomas indios: en hindi, se le llama साड़ी (sāṛī); en maratí परकर (parkar); en canarés ಪಾವುಡೆ (pāvuḍe); en telegú పావడ (pāvāḍai) y en tamil புடவை (pavadai).
Es un largo lienzo de seda ligera o algodón, que mide entre 4,5 a 8 m de largo y de 60 cm a 1,20 m de ancho que es enrollado alrededor de la cintura, con un extremo pasando por sobre el hombro, dejando expuesta la parte media del abdomen. Existen muchos estilos de confección del sari y de cómo usarlo, el estilo más común es el nivi, originario de la región de la meseta del Decán en el centro-sur de la India. El sari es utilizado junto con una blusa o camiseta corta y ajustada de mangas también cortas comúnmente denominada choli (ravike en el sur de India, y cholo en Nepal) y una falda larga denominada parkar (परकर) o ul-pavadai. En el subcontinente indio actual, el sari es considerado un ícono cultural.
Debajo de las  saris las mujeres llevan la camiseta y la falda e introducen un extremo del sari en la cintura y lo empiezan a enrollar alrededor del cuerpo, con numerosas variantes locales de cómo hacerlo; las mujeres casadas lo pasan finalmente sobre la cabeza cayendo a los lados a modo de velos.
Sus orígenes se remontan a la cultura del valle del Indo y un conjunto de falda, tela que se ataba a modo de faja sobre el pecho y tira amplia arrollada alrededor de ambas piezas fue desde entonces la prenda femenina de la India con numerosas variantes locales; en el sur de la India hasta la Edad Media se vestían las dos piezas sin más. La camiseta o choli se generalizó hacia el siglo VI d. C. Hay saris de diario y de fiesta, siendo los más caros brocados. Desde mediados del siglo XX son comunes los de telas sintéticas. El color tradicional para el sari de boda es el rojo y el de las viudas blanco.